# Margaritifera auricularia
Margaritifera auricularia е вид мида от семейство Margaritiferidae. Видът е критично застрашен от изчезване.

## Разпространение
Разпространен е в Испания и Франция.
Регионално е изчезнал в Белгия, Великобритания, Германия, Дания, Италия, Люксембург, Нидерландия, Португалия и Чехия.